# Манама
Мана́ма (араб. المنامة‎, Al-Manāmah) — столица и главный экономический центр королевства Бахрейн. В его агломерации проживает около 635 тыс. человек (2020 г., оценка).
Расположена на северо-восточном берегу острова Бахрейн в Персидском заливе — там, где он почти вплотную подходит к острову Мухаррак, в столичной мухафазе.

## История
Город предположительно основан в I в. н. э., в VII—IX веках входил в состав Халифата, а в X—XI веках был административным центром государства карматов. Первое упоминание Манамы встречается в исламских хрониках в 1345 году. В 1521 году город был захвачен португальцами, а в 1602 году — иранцами. В 1783 году началось правление династии Аль Халифа.
С 1861 по 1914 год была подписана серия договоров, согласно которым над Бахрейном устанавливался британский протекторат. В рамках этих договоров в Манаме в 1900 году был открыт офис британского представителя, подчинявшегося британскому резиденту в странах Персидского залива в Бушире (Персия). В 1946 году офис британского резидента в странах Персидского залива был переведён в Манаму. Город был объявлен порто-франко в 1958 году, а в 1971 стал столицей независимого Бахрейна.

## Экономика
Основой экономики Манамы — как и всего Бахрейна — являются финансовый рынок, строительство каботажных судов — дау, рыболовство и добыча жемчуга. Центральная площадь города — Жемчужная. Торговый порт Мина-Салман с годовым товарооборотом 1,5 млн т — один из важнейших в Персидском заливе. Порт предоставляет условия для докования и ремонта больших океанских судов, современные складские помещения и холодильные установки. На предприятия финансового сектора Манамы (в том числе Бахрейнскую фондовую биржу) приходится приблизительно 20 % ВВП страны. Развит туристический бизнес: ежегодно Манаму и её окрестности посещают свыше 5 миллионов туристов, в основном из региона Персидского залива. В городе функционируют гостиничные комплексы крупнейших международных сетей — Radisson, Sheraton, Novotel. Манама является также крупным центром услуг в области образования, которыми она обеспечивает в основном соседние государства, информационных и телекоммуникационных услуг — здесь располагается крупнейшая в регионе спутниковая станция радиотелевизионной связи. В Манаме расположены региональные отделения крупных международных корпораций, ведущих дела в странах Персидского залива. За городской чертой, но в пределах агломерации — производственные предприятия: нефтеперерабатывающий завод Bahrain Petroleum (мощность 14 млн т сырой нефти в год), алюминиевый комбинат Aluminium Bahrain (850 тыс. т в год на сырье из Австралии), металлургический комбинат Gulf Investments Company (4,6 млн т железорудных окатышей в год из иранской и бразильской руды), опреснительные сооружения и другие.
В столице Бахрейна находится большое количество небоскрёбов, среди которых выделяется своей необычностью Бахрейнский всемирный торговый центр. С лежащим к северо-востоку островом Мухаррак, на котором расположен международный аэропорт Бахрейна, город соединяет шоссе протяжённостью 2,5 км, проложенное по дамбе. Также планируется постройка метрополитена, который, проходя через центр города, свяжет аэропорт с южными районами города.

## Климат
Климат переходный от тропического к субтропическому; средняя температура января 16 °C, августа 31 °C, осадков около 90 мм в год.
| Показатель                    | Янв. | Фев. | Март | Апр. | Май  | Июнь | Июль | Авг. | Сен. | Окт. | Нояб. | Дек. | Год  |
| ----------------------------- | ---- | ---- | ---- | ---- | ---- | ---- | ---- | ---- | ---- | ---- | ----- | ---- | ---- |
| Абсолютный максимум, °C       | 29,7 | 33,8 | 38,1 | 41,3 | 45,6 | 47,3 | 47,5 | 45,6 | 45,5 | 42,8 | 38,8  | 30,6 | 47,5 |
| Средний суточный максимум, °C | 20,1 | 21,5 | 24,9 | 30,0 | 35,3 | 37,8 | 39,0 | 38,9 | 37,0 | 33,6 | 28,0  | 22,7 | 30,7 |
| Средняя температура, °C       | 17,0 | 18,0 | 20,9 | 25,5 | 30,6 | 33,2 | 34,6 | 34,6 | 32,8 | 29,6 | 24,4  | 19,4 | 26,7 |
| Средний суточный минимум, °C  | 14,5 | 15,5 | 17,6 | 21,0 | 25,2 | 27,1 | 28,5 | 28,9 | 27,1 | 24,4 | 20,7  | 16,8 | 22,3 |
| Абсолютный минимум, °C        | 5,0  | 8,2  | 11,3 | 10,6 | 20,2 | 23,5 | 24,0 | 26,0 | 24,0 | 19,5 | 12,1  | 8,2  | 5,0  |
| Норма осадков, мм             | 14,6 | 16,0 | 13,9 | 10,0 | 1,1  | 0,0  | 0,0  | 0,0  | 0,0  | 0,5  | 3,8   | 10,9 | 70,8 |
| Источник: «Погода и Климат»   |      |      |      |      |      |      |      |      |      |      |       |      |      |

## Культура
В Манаме находятся Университет стран Персидского залива, основанный в 1980 году, и Национальный университет Бахрейна, основанный в 1986 году. Действует также ряд филиалов международных вузов. Другие научные учреждения и организации в городе включают Исследовательский центр Бахрейна (1981), Историческое и археологическое общество (основано в 1953 году), Общество инженеров (1972), Общество информационной технологии (1981), Национальный музей (1970) и библиотека имени Ахмеда аль-Фарси (1976).
Близ Манамы расположены древние храмовые комплексы Барбар (3—2-е тысячелетие до н. э.) и Ад-Дираз (2-е тысячелетие до н. э.) и городище Калат-аль-Бахрейн (3—2-е тысячелетие до н. э.). В самом городе сохранилась историческая жилая застройка, представленная домами с так называемыми башнями ветра и традиционными деревянными декоративными решётками машрабия. Среди архитектурных памятников Манамы — мечеть аль-Хамис XI века.
Вместе с тем в городе сильно ощущается влияние западной культуры, особенно британской. Автомобили городского такси являются копиями лондонских кэбов, нумерация этажей происходит по британской системе и многие популярные бары оформлены в стиле ирландских пабов. В специализированных магазинах продаётся алкоголь, существует большое количество ночных клубов и современных кинотеатров. Во многом благодаря этому, а также широкой сети торгово-развлекательных комплексов, Манама постепенно укрепляет свои позиции как региональный туристический центр среди стран Персидского залива.

## Города-побратимы
- Эль-Кувейт, Кувейт
- Доха, Катар
- Тунис, Тунис (1999)
- Бейрут, Ливан (1977)
- Чикаго, США (2004)
- Дубай, ОАЭ
- Чиангмай, Таиланд